# João Benta
Cardoso Benta est un nom portugais ; le premier nom de famille (d'usage facultatif) est Cardoso et le second est Benta.
João Ricardo Cardoso Benta, né le 21 décembre 1986 à Marinhas (pt), Esposende, est un coureur cycliste portugais.

## Biographie
João Benta gagne le Tour du Portugal de l'Avenir en 2008 chez les moins de 23 ans.
Il est contrôlé positif en juin 2010 à l'EPO/CERA, un mois avant l'édition du Tour du Portugal. Il reconnait les faits et affirme que cette situation « est née d'un acte de désespoir individuel et irréfléchi ». Il est suspendu trois ans du 11 octobre 2010 au 11 octobre 2013.
Il fait son retour à la compétition en 2014. En 2015 et 2016, il est membre de l'équipe continentale Louletano. Lors de sa première saison, il remporte une étape du Grand Prix Jornal de Notícias, ainsi qu'une étape et le général du Trophée Joaquim-Agostinho. En 2016, il gagne une étape du Trophée Joaquim-Agostinho.
Entre 2017 et 2021, il court avec l'équipe Rádio Popular-Boavista. Lors de la saison 2017, il gagne à nouveau une étape du Trophée Joaquim-Agostinho, se classe deuxième du Grand Prix Jornal de Notícias et troisième du Tour des Asturies. En 2019, il remporte la 9e étape du Tour du Portugal.
En 2022, il rejoint l'équipe Efapel. En août, son domicile est fouillé par la police dans le cadre de l'« Operação Prova Limpa », une longue enquête policière menée par les procureurs de Porto. Il est retiré par son équipe de la liste de départ du Tour du Portugal qui s'élance peu après. En début de saison 2023, il annonce l'arrêt de sa carrière. Le 7 février 2023, il est  suspendu provisoirement pour « usage de méthodes et/ou substances interdites » par l'Union cycliste internationale.

## Palmarès
- 2008
  - Classement général du Tour du Portugal de l'Avenir
- 2010
  - Clássica de Amarante
  - 2e du Grande Prémio do Minho
- 2015
  - 2e étape du Grand Prix Jornal de Notícias
  - Trophée Joaquim-Agostinho :
    - Classement général
    - 1re étape

  - 3e de la Volta ao Alto Támega
- 2016
  - 1re étape du Trophée Joaquim-Agostinho
  - 2e du Troféu Concelhio de Oliveira de Azeméis
  - 2e du Circuito Ribeiro da Silva
- 2017
  - 4e étape du Trophée Joaquim-Agostinho
  - 2e du Grand Prix Jornal de Notícias
  - 3e du Tour des Asturies
- 2018
  - 2e du Circuit de Malveira
- 2019
  - 9e étape du Tour du Portugal

## Classements mondiaux
| Année                                 | 2015 | 2016 | 2017 | 2018  | 2019  | 2020 | 2021  |
| ------------------------------------- | ---- | ---- | ---- | ----- | ----- | ---- | ----- |
| Classement mondial                    |      | 960e | 455e | 1008e | 1113e | 568e | 1588e |
| UCI Europe Tour                       | 255e | 635e | 243e | 625e  | 788e  | 463e | 1118e |
|                                       |      |      |      |       |       |      |       |
| Légende : nc = non classéSource : UCI |      |      |      |       |       |      |       |